# Jannike Wiberg
Jannike Wiberg (tidigare Nordström), född 20 mars 1987 i Höör, är en svensk handbollsmålvakt. 

## Karriär
Jannike Wiberg började spela handboll i H65 Höör. År 2004 började hon spela för Eslövs IK i svenska elitserien. Wiberg återvände 2007 till H65.  År 2013 spelade Wiberg i Net Buss open i Göteborg 24–26 maj 2013, varefter hon togs ut till VM-kvaltruppen. Kvalet slutade sedan med förlust i båda matcherna. Dessa tre matcher blev Wibergs enda landslagsmatcher.
År 2013 gifte sig Wiberg och 2014 slutade hon med handboll Hon var till säsongen 2015 tillbaka som målvakt. 2017 blev Wibergs mest framgångsrika säsong med vinst i EHF Challenge Cup och SM-guld. I januari 2018 förlängde Jannike Wiberg sitt kontrakt med H65. År 2019 gjorde Wiberg en paus eftersom hon väntade barn. År 2021 spelade hon en månad för Ystad IF. Efter en comeback i januari 2022 gjorde Wiberg sin sista match i H65 i maj 2022.